# .hack//Liminality
.hack//Liminality es una de las cuatro narraciones originales del Proyecto .hack. Consta de 4 OVAs que se vendían incluidos con cada uno de los videojuegos de PlayStation 2:
- .hack//Liminality: In the case of Minase Mai (En el caso de Mai Minase)
- .hack//Liminality: In the case of Aihara Yuko (En el caso de Yuki Aihara)
- .hack//Liminality: In the case of Tonho Kyoko (En el caso de Kyoko Tonho)
- .hack//Liminality: Trismegistus

Las historias que se narran dentro de .hack//Liminality suceden al mismo tiempo que la historia de los videojuegos pero en el mundo real, mientras los "hackers" intentan resolver los misterios en The World. Narra el intento de tres chicas y un exdirectivo de la CC Company (la compañía que comercializa The World), en recuperar a los jugadores en coma. Casi no se muestran sucesos en el juego The World.
Cada episodio se centra en una de las protagonistas y en el último llevan a cabo su plan para salvar The World y las víctimas del coma.

## Episodios

### In the case of Minase Mai
Mai y su novio Tomonari Kasumi se desmayaron mientras jugaba a The World. Ella despertó, pero su novio no. Desde ese momento comenzará a ser seguida por un extraño hombre llamado Junichiro Tokuoka que dice estar investigando el porqué de estos extraños comas.

### In the case of Aihara Yuki
Aihara Yuki (Yukichin) ha quedado con Junichiro para hablar de las víctimas del coma, pero mientras espera a que él llegue todos los aparatos conectados a Internet se descontrola y pronto la situación se vuelve un caos. Yuki intentará escapar junto a una mujer que trabaja en el centro comercial en el que se encontraba.

### In the case of Tohno Kyoko
Junichiro y Kyoko se han reunido para hablar sobre el Epitafio del Crepúsculo, Harald Hoërwick y Emma Wielant para encontrar una posible cura a las víctimas del coma. Durante la reunión reciben un mensaje firmado por Helba, nombre de la Reina de la Oscuridad, uno de los personajes del Epitafio del Crepúsculo. A partir de ahora tendrán que seguir un juego propuesta por ella para encontrarse con Bith el Negro, enviado de Helba.

### Trismegistus
Todo está listo y ha llegado el momento, todos se infiltrarán en la sede central de CyberConnect para llevar a cabo su plan y salvar a sus seres queridos en coma.

## Personajes
- Mai Minase (水無瀬 舞 Minase Mai?): Es una estudiante de secundaria que se desmayó cuando jugó a The World por primera vez. Desde entonces es seguida por Junichiro Tokuoka, con quien unirá fuerzas más tarde para despertar a las víctimas del coma.[1]
- Tomonari Kasumi (Sieg en el juego) (ジーク): El novio de Mai, que quedó en coma mientras le enseñaba a jugar. Desde entonces no ha despertado.[1]
- Junichiro Tokuoka (徳岡 純一郎 Tokuoka Jun'ichirō?): Exempleado de la CC, era el encargado de la conversión japonesa de The World, pero un día decidió dejar la compañía y ponerse a investigar sobre los misteriosos comas de algunos de los jugadores de The World.[1]
- Yuki Aihara (相原有紀 Aihara Yuki?,  Yukichin en el juego): Compañera de juego de Sieg, desde que se enteró de que su amigo había quedado en coma se ha unido a Tokuoka para investigar.[1]
- Kyoko Tohno (遠野京子 Tōno Kyōko?,  Kyo en el juego): Otra de las compañeras de Sieg, es una experta del Epitafio del Crepúsculo, la historia en la que está basada The World.

## Opening y Ending
- Opening:

1. 1: "Edge" por See-Saw
2. 2: "Senyaichiya" por See-Saw
3. 3: "Kimi ga Ita Monogatari" por See-Saw
4. 4: "Kioku" por See-Saw

- Ending:

1. 1:"Tasogare no Umi (Twilight Sea)" por See-Saw